# Callas (Var)
Callas település Franciaországban, Var megyében. Lakosainak száma 2069 fő (2022. január 1.). Callas Bagnols-en-Forêt, Bargemon, Claviers, Figanières, Montferrat, La Motte, Le Muy, Saint-Paul-en-Forêt és Seillans községekkel határos.

## Népesség
A település népességének változása:
| Lakosok száma | 1836 | 1851 | 1914 | 1909 | 1934 | 1948 | 1961 | 2015 | 2069 |
|               | 2013 | 2015 | 2016 | 2017 | 2018 | 2019 | 2020 | 2021 | 2022 |